# Tranzistor IGBT

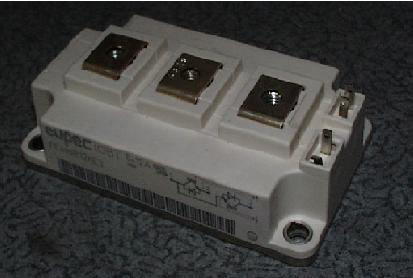
Tranzistoare IGBT

Un tranzistor bipolar cu poartă izolată (IGBT) este un dispozitiv semiconductor de putere cu trei terminale, utilizat în principal ca un comutator electronic, care, așa cum a fost dezvoltat, a ajuns să combine eficiența ridicată și comutarea rapidă. Este alcătuit din patru straturi alternative (P–N–P–N) care sunt controlate de o structură de poartă tip metal-oxid-semiconductor (MOS).
Deși structura IGBT este din punct de vedere topologic aceeași cu a unui tiristor cu o poartă „MOS” (MOS-gate thyristor), acțiunea tiristorului este complet suprimată și numai acțiunea tranzistorului este permisă în întregul interval de funcționare al dispozitivului. 
Deoarece este proiectat să pornească și să se oprească rapid, pentru aplicații în variatoare de frecvență (VFD), IGBT-urile pot sintetiza forme de undă complexe obținute prin modulația în lățimea a impulsurilor și filtrare trece-jos.

## Structura dispozitivului

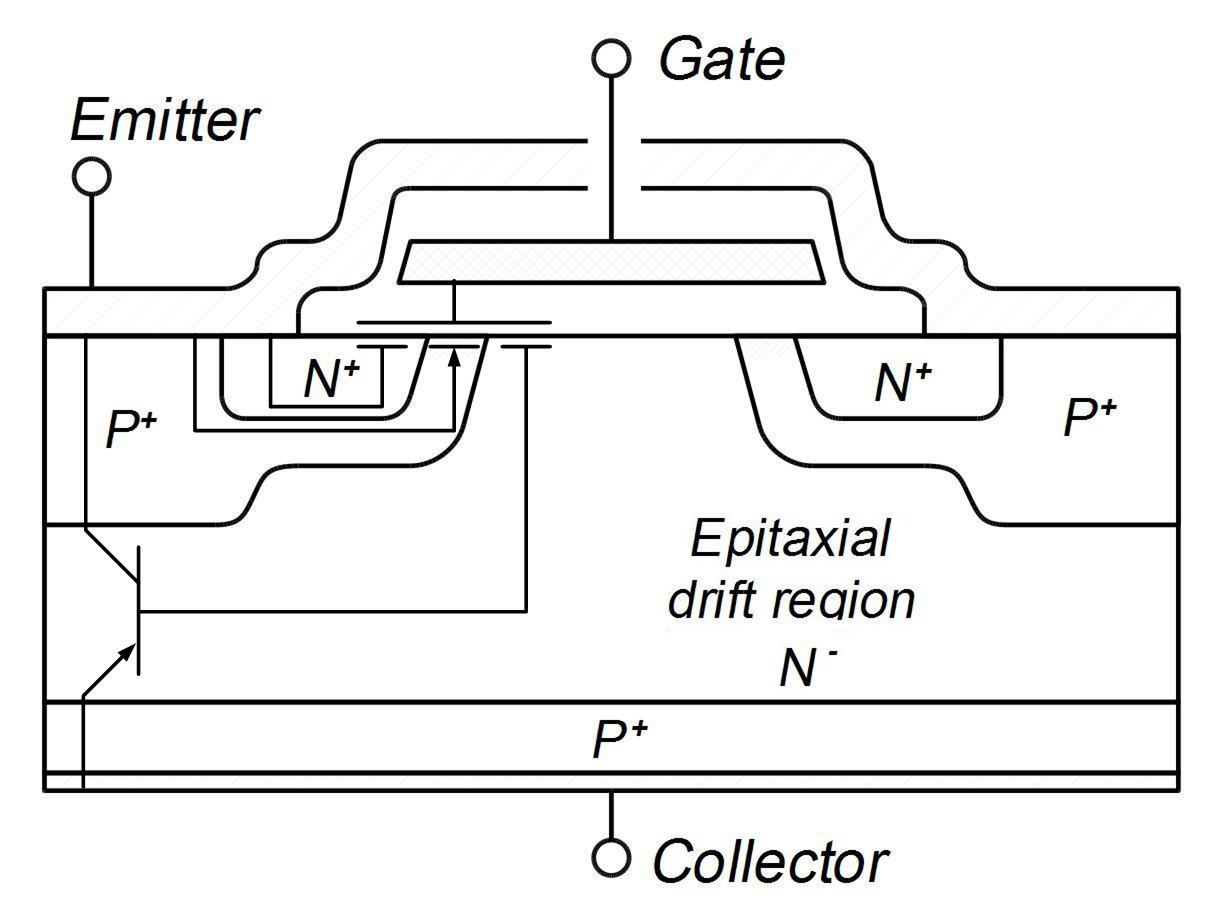
Secțiune transversală printr-un IGBT care arată conexiunea internă a structurii MOSFET și a dispozitivului bipolar

O celulă IGBT este construită în mod similar cu un MOSFET de putere cu construcție verticală cu canale n, cu excepția faptului că drenul n+ este înlocuit cu un strat colector p+, formând astfel un tranzistor cu joncțiuni bipolare PNP vertical.
Această regiune p+ suplimentară creează o conexiune în cascadă a unui tranzistor cu joncțiuni bipolare PNP cu MOSFET cu canal n de suprafață. 

## Istoric
Prima încercare privind această componentă a fost realizarea ei prin componente discrete, cu un tranzistor cu efect de câmp de putere redusă care controlează un tranzistor de putere bipolar (ansamblu BipMOS). Se urmărește simplificarea circuitelor de control inerente aplicațiilor tranzistoarelor de putere comutatoare, care au fost foarte complexe în anii 1970-1980.
Tehnologia IGBT a fost brevetată în Statele Unite pe 14 decembrie 1982 de către Hans W. Beck și Carl F. Wheatley, Jr., sub denumirea de Power MOSFET cu o regiune de anod (brevet nr. 4.364.073). Este o tehnologie recenta, urmand tiristoarelor, tranzistoarelor Darlington si a tiristoarelor cu blocare pe poarta GTO (Gate Turn-Off Thyristor)..
Prima generație de tranzistoare IGBT a avut probleme semnificative de blocare (sau de agățare), care au fost corectate în a doua generație care a apărut la începutul anilor 1990. Sfârșitul secolului al XX-lea a văzut trei noi generații de tranzistoare IGBT, care au crescut performanța pentru curenți mari și tensiuni, dispozitivul IGBT cu "structuri de șanț"(trench IGBT)).
IGBT se caracterizează prin capacitatea sa de a gestiona simultan o tensiune mare și un curent mare. Produsul dintre tensiune și densitatea de curent pe care o poate gestiona IGBT a atins mai mult de 5×105 W/cm2...care a depășit cu mult valoarea, 2×105 W/cm2, a dispozitivelor de putere existente, cum ar fi tranzistoarele bipolare și MOSFET-uri de putere. Aceasta este o consecință a zonei de operare sigure mari a IGBT. 
IGBT este cel mai robust și cel mai puternic dispozitiv de putere dezvoltat vreodată, oferind astfel utilizatorilor o utilizare ușoară a dispozitivului și a tranzistoarelor bipolare deplasate și chiar față de Gate turn-off thyristor GTO. 
Această caracteristică excelentă a IGBT a apărut brusc când IGBT-ul non-latch-up(fără agățare) a fost înființat în 1984 prin rezolvarea problemei așa-numitului „latch-up” (agățare), care este principala cauză a distrugerii dispozitivului sau a defectării dispozitivului. Înainte de aceasta, dispozitivele dezvoltate erau foarte slabe și puteau fi ușor distruse din cauza „latch-up-ului”.

## Dispozitive practice
Dispozitivele practice capabile să funcționeze pe o gamă extinsă de curent au fost raportate pentru prima dată de B. Jayant Baliga și colab. în 1982.
Prima demonstrație experimentală a unui dispozitiv IGBT vertical discret a fost raportată de Baliga la IEEE International Electron Devices Meeting (IEDM) în1982.

General Electric a comercializat dispozitivul IGBT al lui Baliga în același an.
Baliga a fost inclus în National Inventors Hall of Fame pentru inventarea IGBT.

## Utilizare
Este utilizat în surse de alimentare în comutație pentru aplicații de mare putere: variatoare de frecvență (VFD), mașini electrice, trenuri, frigidere cu viteză variabilă, balasturi de lămpi, mașini de sudură cu arc și aparate de aer condiționat.
Caracteristicile IGBT au făcut ca începând cu anii 2000 să se impună pe scară largă în toate domeniile electronicii de putere față de alte tipuri de componente pentru intervalele de tensiune de la 600 V până la 3300 V și că lucrează la tensiuni mai mari decat GTO, precum și în saturație la tensiuni mai mici față de MOSFET, deși este mai lent.. 
IGBT-urile mai sunt folosite și la surse de alimentare în comutație pentru amplificatoarele de mare putere din sistemele de sunet și sistemele de control industrial. În aplicațiile de comutare, dispozitivele moderne prezintă rate de repetare a pulsului în intervalul de frecvențe cu ultrasunete, care sunt de cel puțin zece ori mai mari decât frecvențele audio gestionate de dispozitiv atunci când este utilizat ca amplificator audio analogic. Din anul 2010, performanțele obținute de IGBT-uri îl clasează pe locul al doilea ca cel mai utilizat tranzistor de putere, după MOSFET-uri.